# Gonade
Eine Gonade (aus griechisch γονή ‚Geschlecht‘, ‚Erzeugung‘, ‚Same‘ und griechisch aden ‚Drüse‘), auch Keimdrüse oder Geschlechtsdrüse genannt, ist jenes (endokrine) Geschlechtsorgan, in dem einige Sexualhormone und sämtliche Keimzellen (Gameten) gebildet werden.
Die Gonade des männlichen Geschlechts wird als Hoden (Testikel) bezeichnet, die des weiblichen Geschlechts als Eierstock (Ovar).

## Entwicklung
Die Gonaden sind jeweils paarig angelegt. Die Gonadenentwicklung erfolgt beim Embryo zunächst bei beiden Geschlechtern gleich. Erst die bei Säugetieren auf dem Y-Chromosom (→ genetisches Geschlecht) lokalisierte sex-determining region of Y (SRY) bestimmt über den Hoden-determinierenden Faktor (TDF) die Entwicklung zum Hoden bzw. bei dessen Fehlen die Entwicklung zum Eierstock. Ein Teil der Gonadenanlage entwickelt sich zu den Keimdrüsenbändern. Aufgrund der frühen Differenzierung zählen die Gonaden auch zu den primären Geschlechtsmerkmalen. Ihr Vorhandensein bestimmt dementsprechend das gonadale Geschlecht. Fehlentwicklungen können zur Ausbildung eines Ovotestis führen.
Bei weiblichen Vögeln bildet sich der rechte Eierstock noch während der Embryonalentwicklung zumeist wieder vollständig zurück, die weiblichen Geschlechtsorgane gelangen nur links zur Entfaltung.

## Funktion
Die Funktion der Keimdrüsen lässt sich in eine exokrine und eine endokrine Komponente unterteilen:

### Exokrine Funktion
Die exokrine Komponente besteht in der Bereitstellung der Keimzellen beim geschlechtsreifen Individuum: Eizellen bei der Frau, Samenzellen beim Mann. Der Mann kann mittels Spermatogenese von der Pubertät an bis ins hohe Alter befruchtungsfähige Samenzellen produzieren. Bei der Frau ist die Oogenese bereits im 5. Entwicklungsmonat abgeschlossen und sie hat ihr Maximum von etwa 7 Millionen Keimzellen erreicht, welche jetzt in das schützende Diktyotänstadium eintreten. Beim Beginn der Pubertät sind nur noch etwa 400.000 von diesen weiblichen Keimzellen vorhanden. Weniger als 500 von ihnen vollziehen im Verlauf der reproduktiven Phase der Frau bis zur Menopause einen Follikelsprung.

### Endokrine Funktion
Die endokrine Komponente besteht bei beiden Geschlechtern in der Bereitstellung der Sexualhormone: bei der Frau Östrogene und Gestagene, beim Mann Androgene (v. a. Testosteron).
Das Ausschalten der Gonadenfunktion oder die Entfernung der Keimdrüsen wird bei beiden Geschlechtern als Kastration bezeichnet.

## Erkrankungen
Zu den Erkrankungen der Gonaden gehören Gonadeninsuffizienzen (Hypogonadismus, Klimakterium) und Gonadenüberfunktionen (Hypergonadismus, vorkommend bei Seminomen, Teratomen, Chorionepitheliomen, Leydig-Zelltumoren, feminisierenden oder maskulinisierenden Tumoren (etwa Arrhenoblastome), Stein-Leventhal-Syndrom, idiopathischem Hirsutismus und bei kompletter Androgenresistenz als Hypergonadotroper Hypergonadismus).